# ريتشارد ماكولاي
ريتشارد ماكولاي (بالإنجليزية: Richard Macaulay)‏ هو كاتب سيناريو أمريكي، ولد في 18 أغسطس 1909 في شيكاغو في الولايات المتحدة، وتوفي في 18 سبتمبر 1969 في لوس أنجلوس في الولايات المتحدة.

## وصلات خارجية
- ريتشارد ماكولاي على موقع IMDb (الإنجليزية)
- ريتشارد ماكولاي على موقع قاعدة بيانات الفيلم (الإنجليزية)